# パオラ・ルッフォ・ディ・カラブリア
パオラ・ルッフォ・ディ・カラブリア（イタリア語: Paola Ruffo di Calabria, 1937年9月11日 - ）は、ベルギー国王アルベール2世の王妃。現国王フィリップの母。

## 経歴

### 幼少期
空軍のエースだったイタリア貴族フルコ・ルッフォ・ディ・カラブリア公とその妻ルイーザの三女として、イタリアのフォルテ・デイ・マルミで生まれた。幼少時代をローマで過ごし、1946年に父を亡くした。ギリシャ＝ラテン文学を学び、イタリア語、英語、フランス語を話すことができる。

### リエージュ公妃

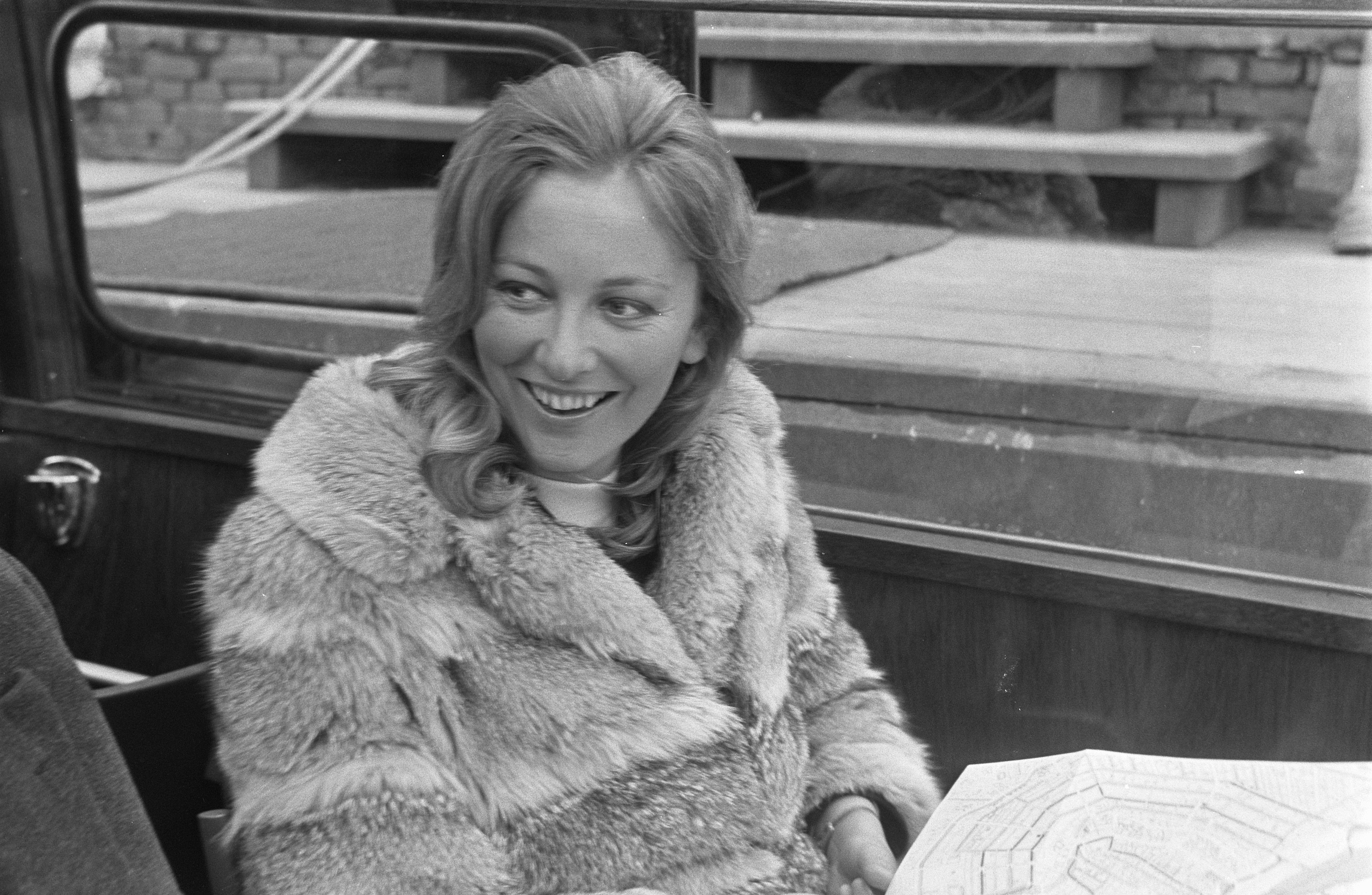
リエージュ公妃時代（1969年）

1958年、ローマ教皇ヨハネ23世の即位の式典のために、ベルギー国王の使者としてローマに来たリエージュ公アルベール王子と出会った。2人は1959年7月2日にブリュッセルで結婚し、バルヴェデール宮殿で暮らし始めた。2人の間には、フィリップ王子（現国王）、アストリッド王女（オーストリア＝エステ大公妃）、ロラン王子の3子が生まれたが、アルベールとの結婚生活は決して順調ではなく、共に愛人の存在があったり、長い期間別居していたために、離婚の調停が進んでいるという噂も起こった。
1970年代の終わりには、2人の結婚生活は危機を乗り越えた。しかし、王位継承権が第1位であったアルベールの妃であるにもかかわらず、パオラは公の場に姿を現すことが少なく、公的な役割を十分に果たすことをせず、公衆の前でスピーチをすることは決してなかった。パオラは宮殿内に安らぎを求め、ガーデニングやインテリアなどに興味を持った。

### ベルギー王妃
1993年8月9日に、アルベールはアルベール2世として国王に即位し、パオラは55歳にして王妃となった。パオラの父方の祖母ロール・モセルマン・デュ・シュノワはブリュッセル出身のベルギー人であり、ベルギー人の血を引く初めての王妃となった。

## 子女
- フィリップ（1960年 - ）第7代ベルギー国王
- アストリッド（1962年 - ）オーストリア＝エステ大公ローレンツ妃
- ロラン（1963年 - ）